# 上海ゲットー

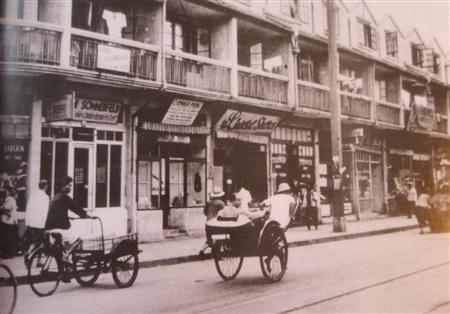
上海ゲットーの街路。1943年撮影

上海ゲットー（シャンハイゲットー、英語：Shanghai Ghetto）は、第二次世界大戦中に日本軍勢力下にあった上海の北東部虹口のおよそ一平方マイルの地区にあった、無国籍となったユダヤ人が居住していた地区を指す。「ゲットー」はあくまで通称であり、当時のドイツ在外公館関係者や戦後のドイツ補償当局は、ナチス・ドイツ占領下や東欧にあった「ゲットー」とは呼べず、適切ではないとしている。
ナチス・ドイツ支配下にあったヨーロッパ地域からのがれた20,000人のユダヤ人難民が上海に到達し、100,000人の中国人とともにこの地域で生活していた。彼らは1943年2月18日に日本軍が発した布告によりこの地区は「無国籍難民限定地区」とされ、居住および活動を制限された無国籍ユダヤ人は以降1945年8月の終戦までここに留まっていた。
現地のユダヤ人家族とアメリカ系ユダヤ人の慈善団体は彼らを保護し、食事と衣服を与えた。しかし日独と英米が開戦すると、ドイツの圧力で日本の当局は次第にいろいろな制限を強めていき、生活環境は劣悪になっていったが、ゲットーが封鎖されることは無かった。

## その背景

### 1936年・ドイツ
1920年代の終わり、ドイツ系ユダヤ人はドイツ国民としてドイツ社会に同化し、比較的成功するものも多かった。彼らはドイツ軍に仕官し、ドイツに科学、文化、経済面で貢献するものも多かった。しかし、ナチスの台頭する1933年以降、ニュルンベルク法（1935年）や水晶の夜（1938年）のような国家ぐるみの反ユダヤ主義政策によりドイツ系ユダヤ人は追い立てられて海外に亡命を求めた。しかし、ハイム・ヴァイツマンによると1936年当時の世界の情勢は"世界は二つに分かれている。それらの場所はどちらもユダヤ人が住むことができず、また、入ることも許されなかった。"というものであった。アメリカのユダヤ人移民に関する法案、エビアン会議が制定される1930年代終わりまでユダヤ移民に開かれた国を見つけることは不可能に等しかった。
ダナ・ジャンクロウイクスマンの著書によると
以降アメリカなどへのビザが得られるまでの一時的滞在先として上海を目指すユダヤ人が多数出た。

### 1937年・上海
1937年8月の第2次上海事変により日本軍は上海周辺地域から南京まで占領していた。ヨーロッパから逃れてくるユダヤ人が住み着いたのは日本人が共同生活をしていた国際共同租界の中であった。
この国際共同租界はアヘン戦争後の南京条約によってイギリス租界として設置されたものであり、その後アメリカ租界、フランス租界もできて、1899年にイギリス租界とアメリカ租界が合体して発足したものだった。当初はイギリス人居留民が最も多かったが、第一次世界大戦中に日本人居留民が最も多くなり、1932年の第1次上海事変で上海海軍特別陸戦隊が蘇州河以北の警備を担当して以来実質的に日本租界となっていた。
中華民国当局は警察、施設管理、入国審査の権限をイギリスを始めとした列強に奪われており、自治委員会がこれらを実行していた。日本軍と中華民国南京国民政府はパスポートに関する社会体制を整えなかった。このため上海港は世界中で唯一ビザ無しで訪れることのできる場所となった。中華民国と列強の不平等条約は続いており、上海を訪れるには欧州からの旅券を見せるだけでよかった。
ドイツ系ユダヤ人の到着までにも上海には多くのユダヤ人が訪れ、二つのユダヤ人社会を築いていた。カドーリエ家とサスーン家を含む豊かなバグダッド系ユダヤ人社会と、1917年の10月革命で国を追われたロシア系ユダヤ人達が築いたロシア系ユダヤ人社会である。

### 杉原千畝と何鳳山

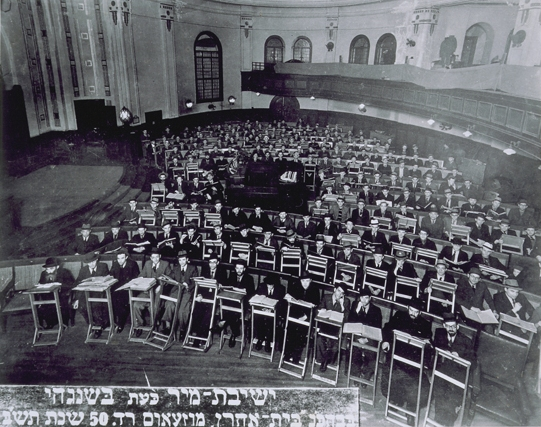
上海・黄浦区にあったベート・アハロン・シナゴーグに集まったミール・イェシーバーの学生たち（1942年）。リトアニアから神戸に到着した後、日本政府により上海に移送された。1943年にゲットーに隔離される前は上海中心部のベート・アハロン・シナゴーグで活動した

ロシア系ユダヤ人社会の多くは、1940年から1941年にリトアニアのカウナス日本領事館で、杉原千畝領事の発行したビザに救われた人たちである。上海ゲットーに逃れた人々の中にはミール・イェシーバーの学生や指導者もいた。ポーランドのミール（現在のベラルーシ）にあったミール・イェシーバーはホロコーストを生き延びた唯一のヨーロッパのイェシーバーであった。彼らは自由を求めてソ連の広大な領土を列車で越えてきた。
同じように1,000人のオーストリア系ユダヤ人がウィーンの中華民国領事、何鳳山に救われてやってきた。何鳳山は1938年から1940年の間ベルリンの中華民国大使の命令に反対してビザを発行し続けた。

## 訪れたドイツ系ユダヤ人
チケットを購入した難民はイタリアのジェノヴァから出航するイタリアと日本の客船に乗った。この3週間の旅は迫害されるドイツとむさくるしい上海ゲットーとの間にあって非現実的なほど娯楽も食事もふんだんにある旅であったと書かれている。いくらかの旅客はエジプトでイギリス領パレスチナに行くことを望み、予定外の行動を試みるものもいた。
1938年8月15日、最初のユダヤ人難民がイタリアの船で上海にたどり着いた。1939年の6月には8,200人のユダヤ人難民がゲットーに到着していた。
ハラス・カドーリエの設立した欧州ユダヤ人移民援助協会、ヴィクトリア・サスーン、パウル・コモルの三者は新たに欧州移民国際協会を設置して、多くの援助を供給した。この組織は国際共同租界やフランス租界に比べ比較的安い虹口の避難所に準備された。かれらはみすぼらしいアパートや6つの学校に収容された。上海を占領していた日本の占領当局はドイツ系ユダヤ人を「亡国の民」と見て黙認していた。
多くの難民が1937年以降に訪れた。その数は膨れあがり続け、受け入れが困難になっていった。このため1939年からは移民制限が行われた。しかしながら一部のユダヤ人は1941年12月まで上海に逃れ続けた。

## 第二次世界大戦勃発後

### 移民当初から日英米開戦まで

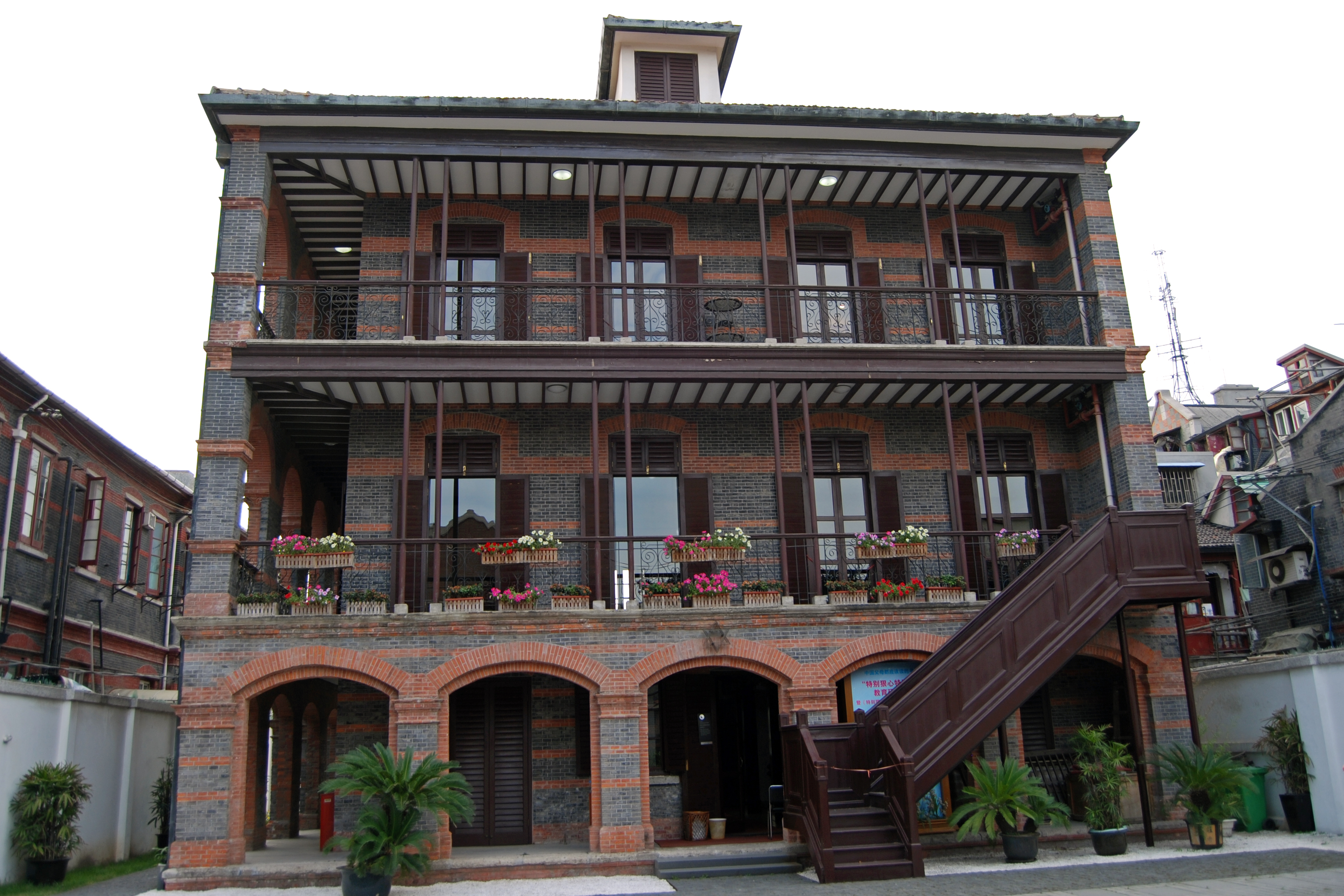
ゲットー形成以前から虹口地区にあったオーヘル・モーシェ・シナゴーグの建物。2007年より上海ユダヤ難民紀念館となっている

当局は大規模移民の準備を整えておらず、到着した難民は貧乏な虹口地区で厳しい状況に陥った。10%の家庭が飢餓に近い状態であり、衛生は悪く、雇用は少なかった。写真週報では、ゲットーを「上海のパレスチナ」と表現している。
バグダッド系とアメリカ・ユダヤ人共同配給委員会は家を借り、食べ物を供給するいくらかの援助を行った。ユダヤ人難民達は言葉の壁、極端な貧困、蔓延する病気、孤立、等に面していた。しかし、コミュニティーが設立した福祉機関によって徐々に生活の質を変えていった。ユダヤ人の文化生活は繁栄した。学校が設立され、新聞が発行され、劇場での劇の上演、スポーツチームはトレーニングに参加し、競技会とキャバレーさえあったという。このような生活は1941年12月の日英米間の開戦まで続いた。

### 日英米開戦以降
日本がマレー作戦と真珠湾攻撃を行って英米間と開戦して以後、英国民が多かったバグダッド系ユダヤ人グループは抑留され米国慈善基金は中止された。大きな資金源であったイギリスやアメリカとの関係が途切れた事から、雇用の悪化とインフレが起こり、再び難民に厳しい時代が訪れた。
上海に訪れたアメリカ・ユダヤ人共同配給委員会の連絡係ラウラ・マーゴリスは日本の当局の許可を得て資金集めの取組みを続け、状況を安定させるように試みた。これを受け、1937年以前に訪れたロシア系ユダヤ人へも支援を行えるようになり、新しい制限も免除された。

## 「制限地域」設置の経緯
1941年の開戦後、ドイツは日本に対して上海のユダヤ人を引き渡すよう圧力をかけはじめたとされ、「ゲットー」に居住していたユダヤ人の多くもドイツ側の圧力によってゲットー建設が行われたとしている。一方で駐日ドイツ大使オイゲン・オットや上海総領事フィッシャーを始めとするドイツの在外公館関係者の大半は圧力の存在を否定し、また影響力もなかったとしている。当時天津総領事を務めていたフリッツ・ヴィーデマンはドイツ側の強い圧力によるものであるとしているが、ヴィーデマン自身が関与したわけではなく、ベルリンで圧力がかけられたであろうという推測に基づくものであるとしている。
マーヴィン・トケイヤーとメアリー・シュオーツは著書『河豚計画』の中で、上海ゲットー設立の経緯を以下のように説明している。日独防共協定に基づき設けられた駐日ドイツ大使館付警察武官として1941年5月に東京に赴任した「ワルシャワの虐殺者」と呼ばれる親衛隊大佐ヨーゼフ・マイジンガー (Josef Meisinger) は、1942年6月に、ハインリヒ・ヒムラーの命を帯びて上海に赴いた。反ユダヤ感情のない日本人に対し、彼は防諜の観点から日本政府を動かそうとし、「ドイツにおける反ナチス勢力の大部分はユダヤ人であり、彼らは上海にも多数侵入している。反ナチス勢力はすなわち反日勢力である」という説明を繰り返した。彼は日本に対し、上海におけるユダヤ難民の「処理」を迫り、以下の3案を提示した。
1. 黄浦江にある廃船にユダヤ人を詰め込み、東シナ海に流した上、撃沈する
2. 岩塩鉱で強制労働に従事させる
3. 長江河口に収容所を建設し、ユダヤ人を収容して生体実験の材料とする

この案は安江を経由して松岡洋右外相に伝えられたが、日本政府はこのような提案に従おうとしなかった。結局マイジンガーの計画は、いわゆる「上海ゲットー」を形成することになったものの、ユダヤ人のドイツ当局への引き渡しは最後まで実現しなかった。ゲットーの形成により上海のユダヤ人は特定の地区に居住することを強いられ、そこから出ることを禁じられた。
ただし日本の外交文書にはこのような要請が行われたという記録は存在していない。また田野大輔は、外交文書やマイジンガーとその妻の証言では1942年の夏に上海を訪れたことは確認できず、さらに7月中に東京で複数回の本国宛通信を行っていることなどから、絶滅要請は疑わしいとしている。
駐南京ドイツ大使館上海事務所長ヴィルヘルム・シュトラーは日本軍の連絡将校から「ユダヤ人によるスパイ活動」の危険が「隔離地域」建設の理由であると告げられたとしており、ドイツ在外公館関係者の多くは日本側の治安維持上の問題によるものではないかとしている。関根真保や菅野賢治といった研究者も日本側の記録から、日本側が上海のユダヤ人を監視するために設置したのではないかと見ている。

## 設置
1942年11月15日にはゲットーの制限案が承認された。
1943年2月18日、日本軍の上海地区陸海軍司令官は「無国籍難民指定区域」を宣言し、1937年1月1日以降に18000人の無国籍難民に対し、可能範囲と営利事業の可能な範囲を一平方マイルに制限することを命令し、5月15日までにその区域に移住するように命令した。大半はドイツ・オーストリアから逃れてきたユダヤ人であったが、バルト三国から逃れてきた非ユダヤ人も含まれていた。
それまでゲットーには有刺鉄線も外壁も無かったが、これ以降は外出禁止令が敢行され、地域は警邏されたうえ、食料は配給制になり、区域からの出入りにはパスが必要になった。パスを入手したものは区域外に出入りして商売を行うこともできたが、その取得は困難であった。ただしこれらの制限は無国籍の居住者に限られたものであり、従来からの住人である中国人などは自由に出入りできた。在外ドイツ人がゲットー内の友人を訪ねることもあったが、彼らもほとんど自由に出入りできたという。
デビッド・クランツラーはその著書で
としている。一方で区域内では自由な活動が許可され、飲食店の営業も認められた。
一時通行券は初年以降大幅に削減された。経済的には困窮した。心理的ゲットー化の調節は厳しかった。1943年の冬には特に深刻で、飢えが蔓延したが、ユダヤ人の命は守られた。
連合国軍による上海空襲は1944年暮れから始まった。最も徹底的な空襲は1945年7月に日本の虹口ラジオ局に対して行われたものであり、31人の難民が死亡し、500名のけが人、700名の放浪者を出した。
ゲットーのアメリカ系やイギリス系のユダヤ人の中には、日本軍に対する抵抗活動を始めるものもいた。彼らは地下組織のネットワークに参加し情報を手に入れ、伝え合った。日本の施設でのサボタージュを行い、撃墜されたアメリカ軍のパイロットが中華民国の支配地域に逃亡するのを手伝った。

## その後

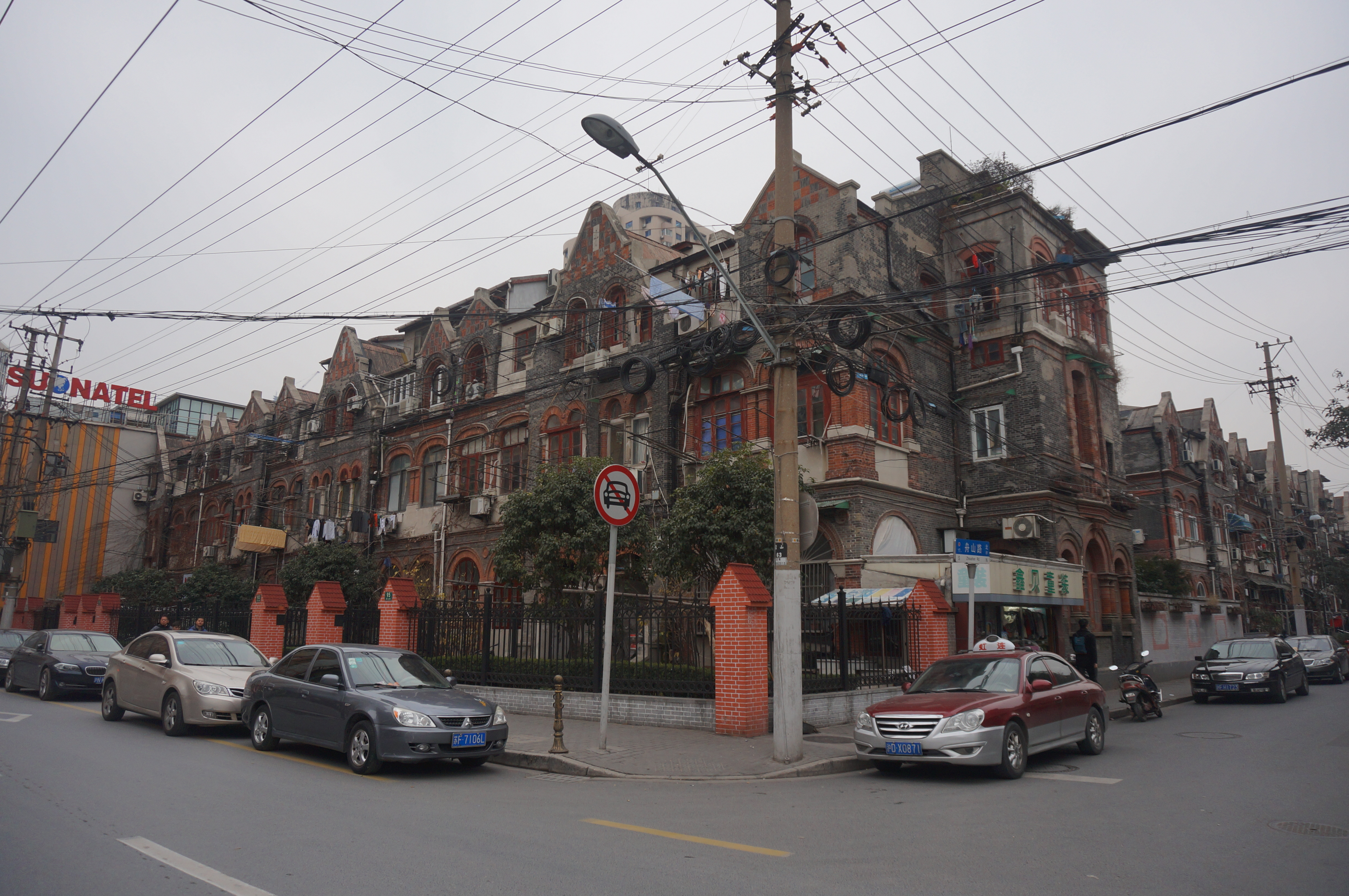
上海ゲットーの現状。虹口区霍山路と舟山路の交差点に残る当時の建物。旧ゲットー一帯は提籃橋歴史文化風貌区に指定されている

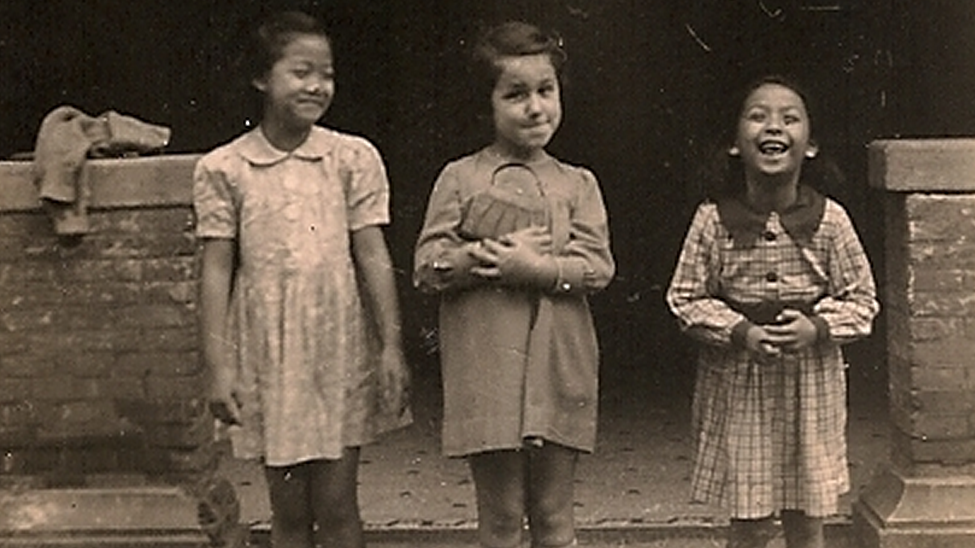
上海ゲットーのユダヤ人少女と中国人の友人（1945年以前撮影）。上海ユダヤ難民紀念館所蔵

ゲットーは公式には日本降伏の翌日の1945年9月3日に「解放」された。そのしばらく後、中華民国軍が上海解放のために進駐し、またアメリカに去る者がいた。1948年のイスラエル国家の建設によりユダヤ人が上海から去った。
さらに1949年の国民党の敗退と、中華人民共和国建国によって、共産主義を嫌ったユダヤ人はほとんどが上海から去った。1957年には上海に残ったユダヤ人は100名しかおらず、現在では数名住んでいるかいないかである。イスラエル政府は諸国民の中の正義の人の栄誉を1985年に杉原千畝に、2001年に何鳳山に与えた。
1992年にイスラエルと中華人民共和国に国交が結ばれると、ユダヤ人と上海のかかわりが再認識されるようになった。イスラエル最大の持ち株会社イスラエル・コーポレーションの創設者でかつて上海に逃れた難民だったシャウル・アイゼンバーグはイスラエルと中華人民共和国の貿易関係を築く先駆者となった。
2007年、イスラエルの上海総領事館は、26のイスラエルの会社から寄付された66万人民元を、虹口の地域共同体計画に対して寄付した。ゲットーを設け難民を受け入れたことに感謝して寄付されたと認識されている。

## 参照
1. ↑  田野大輔 2021, p. 11、16.
2. 1 2  Shanghai Jewish History Archived 2010年5月29日, at the Wayback Machine. (Shanghai Jewish Center)
3. 1 2 3 4  阿部吉雄「上海のユダヤ人ゲットー設置に関する考察」『言語文化論究』第15巻、九州大学大学院言語文化研究院、2002年2月、45-59頁、doi:10.15017/5425、ISSN 13410032、NAID 110000522747。
4. 1 2  Shanghai Ghetto Shows a Hidden Piece of WWII History Archived 2011年6月4日, at the Wayback Machine. By Kimberly Chun (AsianWeek)
5. 1 2 3 4  The Jews of Shanghai. The War Years Archived 2005年3月8日, at the Wayback Machine. by Murray Frost
6. ↑  Manchester Guardian, May 23, 1936, cited in A.J. Sherman, Island Refuge, Britain and the Refugees from the Third Reich, 1933–1939, (London, Elek Books Ltd, 1973), p.112, also in The Evian Conference — Hitler's Green Light for Genocide Archived 2013年8月27日, at the Wayback Machine. by Annette Shaw
7. ↑  Europe’s Harms to China’s Arms by Sally Ogle Davis and Ivor Davis (Jewish Journal) October 4, 2002
8. ↑  The Ghosts of Shanghai by Ron Gluckman
9. ↑  「写真週報 105号」p.10
10. ↑  Special Tributes. Laura Margolis, Rescuer of Jews A Testimonial by Ernest G. Heppner, Author of Shanghai Refuge: A Memoir of the World War II Jewish Ghetto
11. ↑  Forgotten Heroes of the Holocaust
12. ↑  田野大輔 2021, p. 7-8.
13. 1 2 3  田野大輔 2021, p. 6.
14. ↑  田野大輔 2021, p. 3-4.
15. ↑  田野大輔 2021, p. 10.
16. ↑  田野大輔 2021, p. 13.
17. 1 2 3  田野大輔 2021, p. 12.
18. ↑  田野大輔 2021, p. 12-13.
19. ↑  Japanese, Nazis and Jews: The Jewish Refugee Community in Shanghai, 1938–1945 by David Kranzler, p.491.
20. ↑  田野大輔 2021, p. 11.
21. ↑  “Shoul Eisenberg, 76, Developer Of Israel's International Trade”. ニューヨーク・タイムズ. 2019年4月23日閲覧。
22. ↑  China News Agency. 2006年6月7日 以色列企业捐款上海 感谢二战时接纳犹太难民 (Israeli companies donate to Shanghai - gratitute for accepting Jewish refugees in World War II). People's Daily. 2006年6月7日、閲覧